# BOAC-Flug 712
BOAC-Flug 712 war ein Überseeflug der British Overseas Airways Corporation (BOAC), der am 8. April 1968 von London nach Sydney führen sollte. Zwischenlandungen waren in Zürich und Singapur geplant. Nach dem Start geriet eines der Triebwerke des Flugzeuges in Brand und löste sich von der Maschine. Den Piloten gelang es, mit der brennenden Maschine auf den London Heathrow Airport zurückzukehren und eine erfolgreiche Notlandung zu absolvieren. Bei dem während der Evakuierung sich ausbreitenden Brand starben vier Passagiere und ein Besatzungsmitglied, 38 weitere Passagiere erlitten Verletzungen.

## Flugzeug
Bei der verunglückten Maschine handelte es sich um eine sechs Jahre alte viermotorige Boeing 707-465, die im Jahr 1961 von der Cunard Eagle Airways bestellt worden war. Das Flugzeug war mit vier Rolls-Royce Conway 508-Mantelstromtriebwerken ausgerüstet. Die Maschine wurde am 7. Juli 1962 an die Fluggesellschaft BOAC-Cunard ausgeliefert und nach deren Auflösung im Jahr 1966 von der BOAC übernommen. Sie hatte bis zum Unglück 20.870 Flugstunden absolviert.
Bereits am 21. November 1967 kam es mit diesem Flugzeug auf dem Flughafen von Honolulu zu einem ähnlichen Zwischenfall, als beim Startlauf ein Turbinenrad des Triebwerks Nr. 4 zerbrach und weggeschleuderte Teile einen Treibstofftank beschädigten und ein Brand entstand, der nach dem Startabbruch jedoch gelöscht werden konnte. Die Maschine wurde repariert, und alle vier Triebwerke wurden ausgetauscht.

## Besatzung
Kapitän des Fluges war der 47 Jahre alte Charles W. R. Taylor, der über 14.800 Stunden Flugerfahrung verfügte, davon über 1.500 auf der Boeing 707. Unterstützt wurde Kapitän Taylor von zwei Offizieren, dem Ersten Offizier (Senior First Officer, auf dem rechten Sitz des Kopiloten) Francis Kirkland, 32 Jahre alt, und dem 30-jährigen John Hutchinson (Acting First Officer, auf dem Jumpseat). Kirkland hatte über 5.400 Flugstunden, davon über 2.800 auf der Boeing 707, absolviert. Hutchinson kam auf über 4.100 Flugstunden, davon 680 auf der 707. Flugingenieur war Thomas C. Hicks, 35 Jahre alt, mit über 6.400 Flugstunden Erfahrung, davon 191 auf der 707. Der 50-jährige Flugkapitän Geoffrey Moss war als Check-Kapitän für eine Überprüfung von Kapitän Taylor an Bord.
Zur Flugzeugbesatzung gehörten sechs Flugbegleiter.

## Startablauf und Notlandung
Flug 712 startete um 15.27 Uhr UTC von Startbahn 28 Links (heute als 27L bezeichnet). 20 Sekunden später vernahm die Cockpitbesatzung einen Knall und spürte eine Erschütterung des Flugzeuges. Die Instrumente zeigten, dass das Triebwerk Nr. 2, jenes auf der inneren Position der linken Tragfläche, ausgefallen war; gleichzeitig schlug es den Schubhebel dieses Triebwerks von selbst in Richtung Leerlaufposition. Als Flugingenieur Hicks den Hebel ganz auf Leerlauf zog, ertönte jenes Warnsignal, das bei nicht ausgefahrenem Fahrwerk (dieses war mittlerweile eingefahren) vor zu niedriger Gashebelstellung warnt. Während Kapitän Taylor und der Flugingenieur gleichzeitig dieses ertönende Warnsignal quittierten und abschalteten, schaltete Kopilot Hutchinson irrtümlich den gleichzeitig ertönenden Feueralarm ab, so dass der Flugingenieur sich offenbar nicht mehr veranlasst sah, den Hebel für den Treibstoff-Nothahn für das Triebwerk 2 zu betätigen. Dieser hätte die gesamte Triebwerksanlage inklusive der Zuleitung im Pylon von der Treibstoffzufuhr getrennt und die Löschanlage des Triebwerks scharfgeschaltet. Ebenso wären die Hydraulikinstallationen in der Triebwerksgondel vom restlichen Kreislauf des Flugzeuges getrennt worden.
Der ebenfalls im Cockpit befindliche Check-Kapitän Moss erkannte bei einem Blick aus dem Fenster, dass Triebwerk Nr. 2 brannte. Hutchinson funkte Mayday an den Tower, dann ging er zur Prozedur zur Bekämpfung des Triebwerksbrandes über. Dabei kam es zu Missverständnissen mit dem Flugingenieur über die Checkliste. Kapitän Taylor informierte den Tower, dass er zum Flughafen zurückkehren würde. Die Flugverkehrskontrolle bot erst an, nach einer Platzrunde wieder auf der Bahn 28L zu landen und alarmierte zur gleichen Zeit die Flughafenfeuerwehr. Nach dem Mayday-Ruf wurde wegen der Zuspitzung der Situation die kreuzende Bahn 05 Rechts (heute nicht mehr vorhanden bzw. nur noch teilweise als Taxiway genutzt) freigegeben. Dies verkürzte die verbleibende Flugzeit und -strecke zur Landung erheblich.
90 Sekunden nach Ausbruch des Feuers löste sich das Triebwerk von der Befestigung und stürzte in eine wassergefüllte Kiesgrube. Die Cockpitbesatzung bemerkte hiervon nichts, zudem erlosch die Warnleuchte für den Triebwerksbrand durch das Abfallen der Triebwerksgondel. Dennoch war sich die Crew des Brandes bewusst geworden. Aus der zerstörten und schließlich abgerissenen Treibstoffleitung spritzte durch die nicht erfolgte Notschließung des Treibstoffhahnes und die weiter laufende Vorförderpumpe weiterhin eine große Menge Treibstoff am Triebwerkspylon heraus, der auch nach dem Abfall des Triebwerkes dort weiter verbrannte. Die Flammen schlugen an Ober- und Unterseite der Tragfläche entlang.
Während sich beim Landeanflug das Fahrwerk ausfahren ließ, konnten durch Schäden an der Hydraulik die Landeklappen nicht mehr voll ausgefahren werden. Die Maschine hatte eine Höhe von etwa 1.000 Metern und eine Geschwindigkeit von über 400 km/h erreicht. Zum Problem mit den Landeklappen kam noch hinzu, dass die Landebahn 05 Rechts über keine Gleitwegführung verfügte. Kapitän Taylor gelang es dennoch, die Maschine sicher aufzusetzen und mit den Radbremsen und der Schubumkehr der Triebwerke 1 und 4 ungefähr 1.600 Meter hinter der Landebahnschwelle zum Stehen zu bringen. Der Flug dauerte insgesamt 3 Minuten 32 Sekunden.
Durch die Schubumkehr der Außentriebwerke wurden die Flammen vom Brandherd am verbliebenen Triebwerkspylon 2 in Richtung des Rumpfes gedrückt. Während der Abschaltprozedur der Triebwerke kam es zu einer Explosion eines Treibstofftankes im linken Tragflügel. Dabei wurde eine große Menge Kraftstoff freigesetzt und Trümmerteile wurden über den Rumpf auf die andere Seite des Flugzeuges geschleudert.

## Evakuierung und Vollbrand
Die Kabinenbesatzung hatte die Passagiere für die Notlandung vorbereitet. Nach dem Halt der Maschine und der Explosion an der linken Tragfläche ordnete der Kapitän die sofortige Evakuierung an, die Flugbegleiter öffneten die Notausgänge und aktivierten die Notrutschen. Die Passagiere begannen, über die Notausstiege der Steuerbordseite (rechts) die Boeing zu verlassen. Jedoch hatte sich brennender Treibstoff, der durch die Explosion freigesetzt wurde, unter dem hinteren Rumpf ausgebreitet und das Brandfeld erheblich vergrößert. Durch weiterlaufende Treibstoffpumpen, die entgegen der Notverfahren nicht abgeschaltet worden waren, und weitere Explosionen wurde an der linken Seite noch mehr Treibstoff freigesetzt. Dadurch konnten die hinteren Ausgänge und auch die Notausgänge über den Tragflächen nicht mehr benutzt werden. Die Mehrzahl der Überlebenden verließen die Maschine über die vorderen Notrutschen. Die Cockpitbesatzung flüchtete mit Notseilen aus den Cockpit-Seitenfenstern.
Noch während der Evakuierung erreichten die ersten Einheiten der Flughafenfeuerwehr die brennende Maschine. Die Feuerwehrleute verhinderten, dass sich Treibstoff in den Steuerbordtanks entzündete. Vier Passagiere und eine Flugbegleiterin schafften es nicht, die brennende Maschine zu verlassen. Sie starben an Rauchgasvergiftungen. Von den Passagieren wurden 38 verletzt.

## Untersuchung
Die britische Ermittlungsbehörde AAIB (Air Accidents Investigation Branch) leitete die Untersuchung des Unfalles.
Die Ermittler kamen zu dem Schluss, dass Materialermüdung am Laufrad der fünften Stufe des Niederdruckverdichters dieses zerbersten ließ, was das Gehäuse des Verdichters des Triebwerkes 2 beschädigte. Trümmerteile zerstörten die Treibstoffleitung, der austretende Treibstoff entzündete sich an heißen Teilen. Ebenso wurde die Triebwerksverkleidung weggesprengt, diese fand sich am Ende der Startbahn. Durch die irrtümliche Abschaltung des Feueralarms und Fehler beim Abarbeiten der Notfallchecklisten wurde das Treibstoff-Notabsperrventil nicht aktiviert, dadurch wurde weiter Treibstoff in den Brandherd gepumpt. Nach 90 Sekunden war die Leichtmetallkonstruktion der Triebwerksaufhängung durch das Feuer so geschwächt, dass das Triebwerk abfiel.
Nach dem Abfall des Triebwerks brannte es  an der Austrittsstelle des Treibstoffs an der abgerissenen Aufhängung weiter. Auch ein rechtzeitiges Abschießen der mit Inertgas gefüllten Löschflaschen hätte wegen der verloren gegangenen Verkleidung vermutlich keine Wirkung erzielt, jedoch wäre dem Brand durch das routinemäßig vorgesehene Schließen des Treibstoff-Notabsperrventils die Nahrung entzogen worden. Des Weiteren wurde ermittelt, dass die Effizienz der Flughafenfeuerwehr durch mangelnde bzw. falsche Ausrüstung stark beeinträchtigt war.

## Ehrung
Die bei dem Unglück ums Leben gekommene Flugbegleiterin Barbara Jane Harrison wurde posthum von Königin Elisabeth II. mit dem Georgs-Kreuz geehrt. Ihr Vater Alan nahm die Auszeichnung für seine Tochter, die für ihren Mut bei der Evakuierung geehrt wurde, entgegen. Es war die bislang einzige Verleihung des Georgs-Kreuzes an eine Frau in Friedenszeiten. Harrison war zudem die jüngste geehrte Frau.
Auch die Flugbegleiter Neville Davis-Gordon und der Passagier John Davis, die das Unglück unverletzt überstanden, wurden für ihren selbstlosen Einsatz bei der Evakuierung geehrt. Davis-Gordon wurde mit der British-Empire-Medaille und Davis mit dem Order of the British Empire ausgezeichnet.